# سریش زرین
سریش زرین (نام علمی: Eremurus stenophyllus) نام یکی از گونه‌های سردهٔ سریش است. طول آن به ۱۲۰ سانتیمتر می‌رسد. بوسیلهٔ خوشهٔ متراکم با رنگ زرد خیلی پررنگ که به تدریج گل‌های آن با پژمردن به قهوه‌ای تغییر رنگ می‌دهند به سادگی قابل تشخیص‌است. میوه‌های کپسول اینگونه از یک نخود بزرگتر نبوده و در روی دمگل‌های افقی قرار گرفته‌اند. اینگونه با سریش طناز بسیار نزدیک بوده و می‌تواند با آن دورگه‌هایی تولید کند. بهترین محل برای مشاهدهٔ اینگونه دامنه‌های پایین دماوند است که همراه با دو گونه سریش تماشائی و نوعی شقایق گل درشت با رنگ قرمز روشن (نام علمی: Papaver bracteatum) می‌روید. منطقهٔ رویشی این گیاه کوه‌های البرز تا خراسان است. فصل گلدهی در خرداد ماه است.